# Taça dos Campeões Europeus de Hóquei em Patins de 1971-72
A Taça dos Campeões Europeus de Hóquei em Patins de 1972 foi a 7.ª edição da Taça dos Campeões.

## Equipas participantes
| País               | Clube               | Classificação                                                     |
| ------------------ | ------------------- | ----------------------------------------------------------------- |
| Alemanha Ocidental | RESG Walsum         | Campeão da Liga Alemã-Ocidental de 1970/71                        |
| Bélgica            | RH Rolta Louvain    | Campeão da Liga Belga de 1970/71                                  |
| Espanha            | Reus Deportiu       | Campeão Europeu de 1970/71 e Campeão da Liga Espanhola de 1970/71 |
| Espanha            | CE Noia             | 2.º lugar da Liga Espanhola de 1970/71                            |
| França             | US Coutras          | Campeão da Liga Francesa de 1970/71                               |
| Itália             | Hockey Novara       | Campeão da Liga Italiana de 1970/71                               |
| Países Baixos      | RC Dordt            | Campeão da Liga Neerlandesa de 1970/71                            |
| Portugal           | GD Lourenço Marques | Campeão da Liga Portuguesa de 1971                                |
| Suíça              | RS Zurique          | Campeão da Liga Suíça de 1970/71                                  |

## Jogos

### 1.ª Eliminatória
| Equipa 1                    | Total | Equipa 2      | 1.ª Mão | 2.ª Mão |
| --------------------------- | ----- | ------------- | ------- | ------- |
| Reus Deportiu               | 7-5   | CE Noia       | 7-3     | 0-2     |
| RH Rolta Louvain            | 8-22  | Hockey Novara | 5-11    | 3-11    |
| RS Zurique                  | 16-18 | US Coutras    | 12-5    | 4-13    |
| RESG Walsum                 | 29-8  | RC Dordt      | 16-2    | 13-6    |
| Isento: GD Lourenço Marques |       |               |         |         |

### Fase Final
|  | Quartas de final | Quartas de final    | Quartas de final | Quartas de final |                     |               | Semifinais    | Semifinais | Semifinais |  |  | Final | Final | Final |
|  |                  |                     |                  |                  |                     |               |               |            |            |  |  |       |       |       |
|  | 1                | US Coutras          | 3                | 3                |                     |               |               |            |            |  |  |       |       |       |
|  | 8                | Hockey Novara       | 8                | 13               |                     |               |               |            |            |  |  |       |       |       |
|  | 8                | Hockey Novara       | 8                | 13               |                     | Hockey Novara | 8             | 4          |            |  |  |       |       |       |
|  |                  |                     |                  |                  |                     | Hockey Novara | 8             | 4          |            |  |  |       |       |       |
|  |                  | GD Lourenço Marques | 3                | 8                |                     |               |               |            |            |  |  |       |       |       |
|  | 3                | GD Lourenço Marques | 3                | 8                | GD Lourenço Marques |               |               |            |            |  |  |       |       |       |
|  | 3                |                     |                  |                  | GD Lourenço Marques |               |               |            |            |  |  |       |       |       |
|  | 5                |                     |                  |                  |                     |               |               |            |            |  |  |       |       |       |
|  |                  |                     |                  |                  |                     |               | Hockey Novara | 10         | 0          |  |  |       |       |       |
|  |                  |                     |                  |                  |                     |               |               |            |            |  |  |       |       |       |
|  |                  | Reus Deportiu       | 2                | 11               |                     |               |               |            |            |  |  |       |       |       |
|  | 3                | Reus Deportiu       | 2                | 11               | RESG Walsum         | 3             | 5             |            |            |  |  |       |       |       |
|  | 3                |                     |                  |                  | RESG Walsum         | 3             | 5             |            |            |  |  |       |       |       |
|  | 6                | Reus Deportiu       | 3                | 9                |                     |               |               |            |            |  |  |       |       |       |
|  | 6                | Reus Deportiu       | 3                | 9                | Reus Deportiu       |               |               |            |            |  |  |       |       |       |
|  |                  |                     |                  |                  |                     |               |               |            |            |  |  |       |       |       |
|  |                  |                     |                  |                  |                     |               |               |            |            |  |  |       |       |       |
|  | 2                |                     |                  |                  |                     |               |               |            |            |  |  |       |       |       |
|  |                  |                     |                  |                  |                     |               |               |            |            |  |  |       |       |       |
|  | 7                |                     |                  |                  |                     |               |               |            |            |  |  |       |       |       |
|  |                  |                     |                  |                  |                     |               |               |            |            |  |  |       |       |       |

### Quartos-de-final
| Equipa 1                    | Total | Equipa 2      | 1.ª Mão | 2.ª Mão |
| --------------------------- | ----- | ------------- | ------- | ------- |
| US Coutras                  | 6-21  | Hockey Novara | 3-8     | 3-13    |
| RESG Walsum                 | 8-12  | Reus Deportiu | 3-3     | 5-9     |
| Isento: GD Lourenço Marques |       |               |         |         |

### Meias-finais
| Equipa 1              | Total | Equipa 2            | 1.ª Mão | 2.ª Mão |
| --------------------- | ----- | ------------------- | ------- | ------- |
| Hockey Novara         | 12-11 | GD Lourenço Marques | 8-3     | 4-8     |
| Isento: Reus Deportiu |       |                     |         |         |

### Final
| Equipa 1      | Total | Equipa 2      | 1.ª Mão | 2.ª Mão |
| ------------- | ----- | ------------- | ------- | ------- |
| Hockey Novara | 10-13 | Reus Deportiu | 10-2    | 0-11    |

| Campeão Europeu 1972       |
| -------------------------- |
|                            |
| RÉUS DEPORTIU (6.º título) |

### Internacional
- Ligações para todos os sítios de hóquei
- Mundook- Sítio com notícias de todo o mundo do hóquei
- Hoqueipatins.com - Sítio com todos os resultados de Hóquei em Patins